# Divina obsesión
Divina obsesión é uma telenovela venezuelana produzida pela Marte Televisión e exibida pela Venevisión entre 23 de setembro de 1992 e 11 de março de 1993.
Foi protagonizada por Astrid Carolina Herrera, Pedro Lander e Marlene Maceda.

## Sinopse
Conta a história de duas irmãs separadas sendo muito jovem uma loira com olhos azuis e a outra muito branca com cabelos pretos, uma discussão de seus pais provoca um incêndio, o motivo da discussão, uma das meninas foi o produto da infidelidade por parte de A mãe com o melhor amigo de seu marido! No meio do fogo, a avó mãe do suposto pai das meninas resgata a menina loira deixando o menor produto da infidelidade para o destino dela, a garota consegue se salvar e já está segura das chamas é encontrada por algumas freiras que a criam. Anos mais tarde, essa menina cresceu sob o nome de Daniela, sem lembrar seu passado como um novato bonito que, por causa do destino, o amor de um homem faz com que ela duvide da sua vocação o mesmo homem a quem Valentina também ama sua irmã, que é muito doente do coração, Valentina, que cresceu cercada por luxos e com sorte a seu favor, se casa com aquele homem que, quando incapaz de lhe dar um filho, procura uma mãe substituta; que será a mesma Daniela, que na verdade é Raquel, sua amada irmã, muitos mal-entendidos e a maldade de sua avó tornam este segredo não vir a luz ...

## Elenco
- Astrid Carolina Herrera
- Pedro Lander
- Marlene Maseda
- Elba Escobar
- Yajaira Orta
- Rafael Briceño
- Lourdes Valera
- Raquel Castaños
- Olimpia Maldonado
- Luis Fernández
- Jose Zambrano
- Rodolfo Drago
- Carmen Julia Álvarez
- Xiomara Blanco
- Verónica Ortíz
- José Ángel Ávila
- Carmen Landaeta
- Graciela Alteiro
- Carolina Espada
- Yoletti Cabrera
- Jhonni Nessi
- María E. Pereira
- Félix Melo
- Daniela Alvarado